# Prématernelle
Au Québec, la Prématernelle ou Maternelle 4 ans est un programme éducatif pour les enfants de 4 ans qui se déroule dans l'année précédant l'entrée à la maternelle. Il n'est pas obligatoire. 

## Source
- Présentation du Gouvernement du Québec